# Conteville (Oise)
Conteville – miejscowość i gmina we Francji, w regionie Hauts-de-France, w departamencie Oise.
Według danych na rok 1990 gminę zamieszkiwało 75 osób, a gęstość zaludnienia wynosiła 21 osób/km² (wśród 2293 gmin Pikardii Conteville plasuje się na 922. miejscu pod względem liczby ludności, natomiast pod względem powierzchni na miejscu 1006.).